# 約翰·C·麥金利
約翰·麥金利（英語：John Christopher McGinley，1959年8月3日—）是美國的一位演員、作家和前喜劇演員。他最著名的作品包括在實習醫生成長記中飾演Perry Cox。此外它還出演過華爾街等電影。麥金利出生在紐約。